# Monte Sernio
Monte Sernio – szczyt w Alpach Karnickich. Leży w północnych Włoszech, w prowincji Udine. Jest to zdecydowanie najwyższy szczyt w swojej okolicy, w pobliżu drugim co do wysokości szczytem jest Creta Grauzaria, który osiąga wysokość "tylko" 2065 m. Szczyt można zdobyć od wschodu drogą ze schroniska Rifugio Grauzaria lub od zachodu, ze schroniska Rifugio Monte Sernio. Dzięki temu, że szczyt ten dość znacznie góruje nad pobliskimi szczytami, oferuje on piękne widoki między innymi na:
Monte Peralba i Hohe Warte w Alpach Karnickich, Alpy Julijskie, Dolomity oraz Wysokie Taury.